# KkStB A sorozat
A kkStB A sorozat egy keskenynyomtávú szertartályosgőzmozdony-sorozat volt az osztrák Császári és Királyi Osztrák Államvasutaknál (kaiserlich-königliche österreichische StaatsbahnenkkSTB).
Az A.001-010 pályaszámú 760 mm nyomtávú mozdonyokat a Kaiser Ferdinands-Nordbahn harmadik szakaszának, a Lundenburg és Oderberg közötti szakasz építése alkalmával rendelték. A tíz B n2t jellegű mozdonyt az Orenstein & Koppel cég szállította.
A mozdonyok 1918-ban az első világháború végén Csehszlovákiába kerültek, három U 25.001, 005 és 010 pályaszámokon a ČSD-hez, a többi különböző ipari üzemekhez.

## Fordítás
- Ez a szócikk részben vagy egészben  a   kkStB A című német Wikipédia-szócikk fordításán alapul.  Az eredeti cikk szerkesztőit annak laptörténete sorolja fel. Ez a jelzés csupán a megfogalmazás eredetét és a szerzői jogokat jelzi, nem szolgál a cikkben szereplő információk forrásmegjelöléseként.